# Kuba a 2000. évi nyári olimpiai játékokon
Kuba az ausztráliai Sydneyben megrendezett 2000. évi nyári olimpiai játékok egyik részt vevő nemzete volt. Az országot az olimpián 24 sportágban 229 sportoló képviselte, akik összesen 29 érmet szereztek.

## Érmesek
| Érem  | Versenyző | Sportág    | Versenyszám              |
| ----- | --- | ---------- | ------------------------ |
| Arany | Anier García | Atlétika   | Férfi 110 m gát          |
| Arany | Iván Pedroso | Atlétika   | Férfi távolugrás         |
| Arany | Filiberto Azcuy | Birkózás   | Kötöttfogás, 69 kg       |
| Arany | Legna Verdecia | Cselgáncs  | Női harmatsúly           |
| Arany | Sibelis Veranes | Cselgáncs  | Női középsúly            |
| Arany | Guillermo Rigondeaux | Ökölvívás  | Harmatsúly               |
| Arany | Mario Kindelán | Ökölvívás  | Könnyűsúly               |
| Arany | Jorge Gutiérrez | Ökölvívás  | Középsúly                |
| Arany | Félix Savón | Ökölvívás  | Nehézsúly                |
| Arany | Nemzeti válogatott Taismary Agüero Zoila Barros Regla Bell Marlenis Costa Ana Fernández Mirka Francia Idalmis Gato Lilia Izquierdo Mireya Luis Yumilka Ruíz Marta Sánchez Regla Torres | Röplabda   | Női                      |
| Arany | Ángel Matos | Taekwondo  | Férfi váltósúlyú         |
| Ezüst | Javier Sotomayor | Atlétika   | Férfi magasugrás         |
| Ezüst | Yoel García | Atlétika   | Férfi hármasugrás        |
| Ezüst | Omar Ajete Yosvany Aragón Miguel Caldés Danel Castro José Contreras Yobal Dueñas Yasser Gómez José Ibar Orestes Kindelán Pedro Luis Lazo Omar Linares Oscar Macias Juan Manrique Javier Méndez Rolando Meriño Germán Mesa Antonio Pacheco Ariel Pestano Gabriel Pierre Maels Rodríguez Antonio Scull Luis Ulacia Lazaro Valle Norge Luis Vera | Baseball   | Férfi                    |
| Ezüst | Lázaro Rivas | Birkózás   | Kötöttfogás, 54 kg       |
| Ezüst | Juan Luis Marén | Birkózás   | Kötöttfogás, 63 kg       |
| Ezüst | Yoel Romero | Birkózás   | Szabadfogás, 85 kg       |
| Ezüst | Driulys González | Cselgáncs  | Női könnyűsúly           |
| Ezüst | Daima Beltrán | Cselgáncs  | Női nehézsúly            |
| Ezüst | Ledis Balceiro | Kajak-kenu | Férfi kenu egyes 1000 m  |
| Ezüst | Leobaldo Pereira Ibrahim Rojas | Kajak-kenu | Férfi kenu kettes 1000 m |
| Ezüst | Urbia Meléndez | Taekwondo  | Női légsúly              |
| Bronz | José Ángel César Luis Alberto Pérez Iván García Freddy Mayola | Atlétika   | Férfi 4 × 100 m váltó    |
| Bronz | Osleidys Menéndez | Atlétika   | Női gerelyhajítás        |
| Bronz | Alexis Rodríguez | Birkózás   | Szabadfogás, 130 kg      |
| Bronz | Manolo Poulot | Cselgáncs  | Férfi légsúly            |
| Bronz | Maikro Romero | Ökölvívás  | Papírsúly                |
| Bronz | Diógenes Luna | Ökölvívás  | Kisváltósúly             |
| Bronz | Carlos Pedroso Iván Trevejo Nelson Loyola | Vívás      | Férfi párbajtőr, csapat  |

## Asztalitenisz
Férfi
| Versenyző                   | Versenyszám | Selejtező                                                   | Csoportkör                                                                                             | Csoportkör | 32-es főtábla     | Nyolcaddöntő      | Negyeddöntő       | Elődöntő          | Döntő             | Helyezés |
| Versenyző                   | Versenyszám | Ellenfél Eredmény                                           | Ellenfél Eredmény                                                                                      | Hely.      | Ellenfél Eredmény | Ellenfél Eredmény | Ellenfél Eredmény | Ellenfél Eredmény | Ellenfél Eredmény | Helyezés |
| --------------------------- | ----------- | ----------------------------------------------------------- | --- | ---------- | ----------------- | ----------------- | ----------------- | ----------------- | ----------------- | -------- |
| Francisco Arado             | Egyes       |                                                             | F csoport · Iszeki Szeikó (JPN) · 7–21, 7–21, 17–21 · Yinghua Cheng (USA) · 8–21, 14–21, 14–21         | 3.         | kiesett           | kiesett           | kiesett           | kiesett           | kiesett           | 49.      |
| Renier Sosa                 | Egyes       |                                                             | D csoport · Segun Toriola (NGR) · 19–21, 21–19, 18–21, 8–21 · Johnny Huang (CAN) · 16–21, 12–21, 12–21 | 3.         | kiesett           | kiesett           | kiesett           | kiesett           | kiesett           | 49.      |
| Francisco Arado Rubén Arado | Páros       | Ausztrália (AUS) · Brett Clarke · Jeff Plumb · 12–21, 20–22 | kiesett                                                                                                | kiesett    |                   | kiesett           | kiesett           | kiesett           | kiesett           | 33.      |

Női
| Versenyző                      | Versenyszám | Selejtező                                                         | Csoportkör                                                                                   | Csoportkör | 32-es főtábla     | Nyolcaddöntő      | Negyeddöntő       | Elődöntő          | Döntő             | Helyezés |
| Versenyző                      | Versenyszám | Ellenfél Eredmény                                                 | Ellenfél Eredmény                                                                            | Hely.      | Ellenfél Eredmény | Ellenfél Eredmény | Ellenfél Eredmény | Ellenfél Eredmény | Ellenfél Eredmény | Helyezés |
| ------------------------------ | ----------- | ----------------------------------------------------------------- | -------------------------------------------------------------------------------------------- | ---------- | ----------------- | ----------------- | ----------------- | ----------------- | ----------------- | -------- |
| Marisel Ramírez                | Egyes       |                                                                   | H csoport · Eldijana Aganović (CRO) · 13–21, 9–21, 8–21 · Jia Liu (AUT) · 6–21, 16–21, 12–21 | 3.         | kiesett           | kiesett           | kiesett           | kiesett           | kiesett           | 49.      |
| Leticia Suárez Marisel Ramírez | Páros       | Egyiptom (EGY) · Bacinte Osman · Sajmá Abd el-Azíz · 16–21, 13–21 | kiesett                                                                                      | kiesett    |                   | kiesett           | kiesett           | kiesett           | kiesett           | 33.      |

## Atlétika
Férfi
| Versenyző                                                     | Versenyszám     | Előfutam | Előfutam | Előfutam | Negyeddöntő | Negyeddöntő | Negyeddöntő | Elődöntő | Elődöntő | Elődöntő | Döntő   | Döntő    |
| Versenyző                                                     | Versenyszám     | Idő      | Hely.    | Össz.    | Idő         | Hely.       | Össz.       | Idő      | Hely.    | Össz.    | Idő     | Helyezés |
| ------------------------------------------------------------- | --------------- | -------- | -------- | -------- | ----------- | ----------- | ----------- | -------- | -------- | -------- | ------- | -------- |
| Freddy Mayola                                                 | 100 m           | 10,33    | 3.       | 17.*     | 10,35       | 6.          | 25.         | kiesett  | kiesett  | kiesett  | kiesett | kiesett  |
| Anier García                                                  | 110 m gát       | 13,60    | 1.       | 14.      | 13,53       | 1.          | 6.          | 13,16    | 1.       | 1.       | 13,00   |          |
| Yoel Hernández                                                | 110 m gát       | 13,53    | 2.       | 5.**     | 13,40       | 4.          | 4.          | 13,41    | 5.       | 9.*      | kiesett | kiesett  |
| José Ángel César Luis Alberto Pérez Iván García Freddy Mayola | 4 × 100 m váltó | 38,74    | 1.       | 4.*      |             |             |             | 38,16    | 1.       | 2.       | 38,04   |          |

| Versenyző         | Versenyszám   | Selejtező | Selejtező | Döntő    | Döntő    |
| Versenyző         | Versenyszám   | Eredmény  | Helyezés  | Eredmény | Helyezés |
| ----------------- | ------------- | --------- | --------- | -------- | -------- |
| Javier Sotomayor  | Magasugrás    | 227 cm    | 7.****    | 232 cm   |          |
| Iván Pedroso      | Távolugrás    | 832 cm    | 1.        | 855 cm   |          |
| Luis Felipe Méliz | Távolugrás    | 821 cm    | 2.        | 808 cm   | 7.       |
| Yoel García       | Hármasugrás   | 17,08 m   | 5.        | 17,47 m  |          |
| Yoelbi Quesada    | Hármasugrás   | 17,03 m   | 7.        | 17,37 m  | 4.       |
| Michael Calvo     | Hármasugrás   | 16,30 m   | 27.       | kiesett  | kiesett  |
| Alexis Paumier    | Súlylökés     | 18,31 m   | 33.       | kiesett  | kiesett  |
| Alexis Elizalde   | Diszkoszvetés | 61,13 m   | 20.       | kiesett  | kiesett  |
| Frank Casañas     | Diszkoszvetés | 60,84 m   | 24.       | kiesett  | kiesett  |
| Emeterio González | Gerelyhajítás | 82,64 m   | 10.       | 83,33 m  | 8.       |
| Isbel Luaces      | Gerelyhajítás | 75,17 m   | 28.       | kiesett  | kiesett  |

| Versenyző        | Versenyszám | 100 m | 100 m | Távolugrás | Távolugrás | Súlylökés | Súlylökés | Magasugrás | Magasugrás | 400 m | 400 m | 110 m gát | 110 m gát | Diszkoszvetés | Diszkoszvetés | Rúdugrás                 | Rúdugrás                 | Gerelyhajítás | Gerelyhajítás | 1500 m     | 1500 m     | Végeredmény   | Végeredmény   |
| Versenyző        | Versenyszám | Idő   | Pont  | Eredmény   | Pont       | Eredmény  | Pont      | Eredmény   | Pont       | Idő   | Pont  | Idő       | Pont      | Eredmény      | Pont          | Eredmény                 | Pont                     | Eredmény      | Pont          | Idő        | Pont       | Pont          | Helyezés      |
| ---------------- | ----------- | ----- | ----- | ---------- | ---------- | --------- | --------- | ---------- | ---------- | ----- | ----- | --------- | --------- | ------------- | ------------- | ------------------------ | ------------------------ | ------------- | ------------- | ---------- | ---------- | ------------- | ------------- |
| Raúl Duany       | Tízpróba    | 11,09 | 841   | 733 cm     | 893        | 13,34 m   | 688       | 206 cm     | 859        | 49,73 | 827   | 14,44     | 918       | 41,17 m       | 688           | 460 cm                   | 790                      | 64,31 m       | 803           | 4:29,68    | 747        | 8054          | 15.           |
| Eugenio Balanqué | Tízpróba    | 10,87 | 890   | 619 cm     | 628        | 14,90 m   | 784       | 194 cm     | 749        | 48,23 | 898   | 14,36     | 929       | 46,56 m       | 799           | érvényes kísérlet nélkül | érvényes kísérlet nélkül | nem indult    | nem indult    | nem indult | nem indult | nem ért célba | nem ért célba |

Női
| Versenyző                                                | Versenyszám     | Előfutam | Előfutam | Előfutam | Negyeddöntő | Negyeddöntő | Negyeddöntő | Elődöntő | Elődöntő | Elődöntő | Döntő   | Döntő    |
| Versenyző                                                | Versenyszám     | Idő      | Hely.    | Össz.    | Idő         | Hely.       | Össz.       | Idő      | Hely.    | Össz.    | Idő     | Helyezés |
| -------------------------------------------------------- | --------------- | -------- | -------- | -------- | ----------- | ----------- | ----------- | -------- | -------- | -------- | ------- | -------- |
| Zulia Calatayud                                          | 800 m           | 2:00,18  | 3.       | 8.       |             |             |             | 1:59,30  | 3.       | 8.       | 1:58,66 | 6.       |
| Aliuska López                                            | 100 m gát       | 12,97    | 3.       | 11.      | 12,92       | 3.          | 10.         | 12,90    | 4.       | 7.*      | 12,83   | 5.       |
| Daimí Perniá                                             | 400 m gát       | 55,53    | 1.       | 3.       |             |             |             | 54,92    | 2.       | 7.       | 53,68   | 4.       |
| Zulia Calatayud Daysi Duporty Idalmis Bonne Daimí Perniá | 4 × 400 m váltó | 3:25,22  | 2.       | 5.       |             |             |             |          |          |          | 3:29,47 | 8.       |

| Versenyző         | Versenyszám   | Selejtező | Selejtező | Döntő    | Döntő    |
| Versenyző         | Versenyszám   | Eredmény  | Helyezés  | Eredmény | Helyezés |
| ----------------- | ------------- | --------- | --------- | -------- | -------- |
| Ioamnet Quintero  | Magasugrás    | 192 cm    | 14.       | kiesett  | kiesett  |
| Lissette Cuza     | Távolugrás    | 625 cm    | 26.       | kiesett  | kiesett  |
| Yamilé Aldama     | Hármasugrás   | 14,27 m   | 7.        | 14,30 m  | 4.       |
| Yumileidi Cumbá   | Súlylökés     | 18,42 m   | 8.        | 18,70 m  | 6.       |
| Yipsi Moreno      | Kalapácsvetés | 65,74 m   | 4.        | 68,33 m  | 4.       |
| Osleidys Menéndez | Gerelyhajítás | 67,34 m   | 1.        | 66,18 m  |          |
| Sonia Bisset      | Gerelyhajítás | 60,09 m   | 11.       | 63,26 m  | 5.       |
| Xiomara Rivero    | Gerelyhajítás | 61,89 m   | 5.        | 62,92 m  | 6.       |

| Versenyző      | Versenyszám | 100 m gát | 100 m gát | Magasugrás | Magasugrás | Súlylökés | Súlylökés | 200 m | 200 m | Távolugrás | Távolugrás | Gerelyhajítás | Gerelyhajítás | 800 m   | 800 m | Végeredmény | Végeredmény |
| Versenyző      | Versenyszám | Idő       | Pont      | Eredmény   | Pont       | Eredmény  | Pont      | Idő   | Pont  | Eredmény   | Pont       | Eredmény      | Pont          | Idő     | Pont  | Pont        | Helyezés    |
| -------------- | ----------- | --------- | --------- | ---------- | ---------- | --------- | --------- | ----- | ----- | ---------- | ---------- | ------------- | ------------- | ------- | ----- | ----------- | ----------- |
| Magalys García | Hétpróba    | 13,46     | 1056      | 166 cm     | 806        | 13,29 m   | 747       | 24,58 | 926   | 592 cm     | 825        | 50,31 m       | 866           | 2:19,64 | 828   | 6054        | 11.         |

* – egy másik versenyzővel azonos eredményt ért el

** – két másik versenyzővel azonos eredményt ért el

**** – négy másik versenyzővel azonos eredményt ért el

## Baseball
| Kubai baseballcsapat-játékoskeret | Kubai baseballcsapat-játékoskeret |
| --- | --- |
| - Omar Ajete - Yosvany Aragón - Miguel Caldés - Danel Castro - José Contreras - Yobal Dueñas - Yasser Gómez - José Ibar - Orestes Kindelán - Pedro Luis Lazo - Omar Linares - Oscar Macias | - Juan Manrique - Javier Méndez - Rolando Meriño - Germán Mesa - Antonio Pacheco - Ariel Pestano - Gabriel Pierre - Maels Rodríguez - Antonio Scull - Luis Ulacia - Lazaro Valle - Norge Luis Vera |

### Eredmények
| Csapat                  | M | Gy | V | P+ | P– | Pk  |
| ----------------------- | - | -- | - | -- | -- | --- |
| Kuba                    | 7 | 6  | 1 | 50 | 17 | +33 |
| Egyesült Államok        | 7 | 6  | 1 | 42 | 14 | +28 |
| Dél-Korea               | 7 | 4  | 3 | 40 | 26 | +14 |
| Japán                   | 7 | 4  | 3 | 41 | 23 | +18 |
| Hollandia               | 7 | 3  | 4 | 19 | 29 | –10 |
| Olaszország             | 7 | 2  | 5 | 33 | 43 | –10 |
| Ausztrália              | 7 | 2  | 5 | 30 | 41 | –11 |
| Dél-afrikai Köztársaság | 7 | 1  | 6 | 11 | 73 | –62 |

| 2000. szeptember 17. 11:30 |  | Dél-afrikai Köztársaság | 0–16 | Kuba |  |  |
| 2000. szeptember 17. 11:30 |  |                         |      |      |  |  |

| 2000. szeptember 18. 11:30 |  | Olaszország | 5–13 | Kuba |  |  |
| 2000. szeptember 18. 11:30 |  |             |      |      |  |  |

| 2000. szeptember 19. 19:30 |  | Kuba | 6–5 | Dél-Korea |  |  |
| 2000. szeptember 19. 19:30 |  |      |     |           |  |  |

| 2000. szeptember 20. 12:30 |  | Kuba | 2–4 | Hollandia |  |  |
| 2000. szeptember 20. 12:30 |  |      |     |           |  |  |

| 2000. szeptember 22. 12:30 |  | Ausztrália | 0–1 | Kuba |  |  |
| 2000. szeptember 22. 12:30 |  |            |     |      |  |  |

| 2000. szeptember 23. 19:30 |  | Egyesült Államok | 1–6 | Kuba |  |  |
| 2000. szeptember 23. 19:30 |  |                  |     |      |  |  |

| 2000. szeptember 24. 18:30 |  | Kuba | 6–2 | Japán |  |  |
| 2000. szeptember 24. 18:30 |  |      |     |       |  |  |

Elődöntő
| 2000. szeptember 26. 12:30 |  | Japán | 0–3 | Kuba |  |  |
| 2000. szeptember 26. 12:30 |  |       |     |      |  |  |

Döntő
| 2000. szeptember 27. 19:30 |  | Egyesült Államok | 4–0 | Kuba |  |  |
| 2000. szeptember 27. 19:30 |  |                  |     |      |  |  |

| Csapat | Helyezés |
| ------ | -------- |
| Kuba   |          |

## Birkózás
Kötöttfogású
| Versenyző           | Versenyszám | Csoportkör                                                                                            | Csoportkör | Negyeddöntő                  | Elődöntő                       | Bronz- mérkőzés                               | Döntő                              | Helyezés |
| Versenyző           | Versenyszám | Ellenfél Eredmény                                                                                     | Hely.      | Ellenfél Eredmény            | Ellenfél Eredmény              | Ellenfél Eredmény                             | Ellenfél Eredmény                  | Helyezés |
| ------------------- | ----------- | --- | ---------- | ---------------------------- | ------------------------------ | --------------------------------------------- | ---------------------------------- | -------- |
| Lázaro Rivas        | 54 kg       | 6. csoport · Natig Eyvazov (AZE) · 6-1 · Ercan Yıldız (TUR) · 10-0 · Jotham Pellew (NZL) · 15-0       | 1.         | erőnyerő                     | Andrij Kalasnikov (UKR) · 11-0 |                                               | Szim Gvonho (KOR) · 0-8            |          |
| Juan Luis Marén     | 63 kg       | 5. csoport · Mhitar Manukjan (KAZ) · 5-3 · Gurbinder Szingh (IND) · 8-0 · Yassine Djakrir (ALG) · 4-1 | 1.         | erőnyerő                     | Beat Motzer (SUI) · 3-0        |                                               | Vartyeresz Szamurgasev (RUS) · 0-3 |          |
| Filiberto Azcuy     | 69 kg       | 2. csoport · Ender Memet (ROU) · 4-3 · Ali Abdo (AUS) · 10-0                                          | 1.         | Szon Szangphil (KOR) · 9-2   | Valeri Nikitin (EST) · 6-0     |                                               | Nagata Kacuhiko (JPN) · 11-0       |          |
| Luis Enrique Méndez | 85 kg       | 2. csoport · Mohamed Abd El-Fatah (EGY) · 4-3 · Quincey Clark (USA) · 5-0                             | 1.         | Hamza Yerlikaya (TUR) · 0-3  |                                | Az 5. helyért · Valerij Cilenyc (BLR) · 0-4   |                                    | 5.       |
| Reynaldo Peña       | 97 kg       | 2. csoport · Rafajel Szamurgasev (ARM) · 0-1 · Szergej Matvijenko (KAZ) · 1-0                         | 3.         | kiesett                      | kiesett                        | kiesett                                       | kiesett                            | 15.      |
| Héctor Milián       | 130 kg      | 1. csoport · Zhao Hailin (CHN) · 1-0 · Helger Hallik (EST) · 3-0                                      | 1.         | Dzmitrij Debelka (BLR) · 0-1 |                                | Az 5. helyért · Heorhij Szoldadze (UKR) · 5-3 |                                    | 5.       |

Szabadfogású
| Versenyző        | Versenyszám | Csoportkör                                                                                                | Csoportkör | Negyeddöntő                       | Elődöntő                             | Bronz- mérkőzés                                     | Döntő                       | Helyezés |
| Versenyző        | Versenyszám | Ellenfél Eredmény                                                                                         | Hely.      | Ellenfél Eredmény                 | Ellenfél Eredmény                    | Ellenfél Eredmény                                   | Ellenfél Eredmény           | Helyezés |
| ---------------- | ----------- | --- | ---------- | --------------------------------- | ------------------------------------ | --------------------------------------------------- | --------------------------- | -------- |
| Wilfredo García  | 54 kg       | 4. csoport · German Kontojev (BLR) · 1-7 · Nurgyin Donbajev (KGZ) · 4-1                                   | 3.         | kiesett                           | kiesett                              | kiesett                                             | kiesett                     | 14.      |
| Carlos Ortíz     | 63 kg       | 2. csoport · Mijata Kazujuki (JPN) · 4-1 · Otar Tushishvili (GEO) · 6-1                                   | 1.         | Szerafim Barzakov (BUL) · 1-4     |                                      | Az 5. helyért · Arsak Hajrapetjan (CUB) · (sérülés) |                             | 6.       |
| Yosvany Sánchez  | 69 kg       | 2. csoport · Petar Kaszabov (BUL) · 4-0 · Mariusz Dąbrowski (POL) · 7-0                                   | 1.         | Daniel Igali (CAN) · 1-3          |                                      | Az 5. helyért · Ion Diaconu (MDA) · 6-3             |                             | 5.       |
| Yosmany Romero   | 76 kg       | 6. csoport · Alexander Leipold (GER) · 1-4 · Naszir Gadzsihanov (MKD) · 0-3 · Radion Kertanti (SVK) · 3-2 | 3.         | kiesett                           | kiesett                              | kiesett                                             | kiesett                     | 11.      |
| Yoel Romero      | 85 kg       | 5. csoport · Magomed Kuruglijev (KAZ) · 4-0 · Igors Samušonoks (LAT) · 3-0 · Justin Abdou (CAN) · 8-0     | 1.         | erőnyerő                          | Amir Reza Khadem Azgadhi (IRI) · 3-0 |                                                     | Adam Szajtyijev (RUS) · 1-7 |          |
| Wilfredo Morales | 97 kg       | 5. csoport · Davud Məhəmmədov (AZE) · 0-3 · Iszlam Bajramukov (KAZ) · 2-0                                 | 3.         | kiesett                           | kiesett                              | kiesett                                             | kiesett                     | 14.      |
| Alexis Rodríguez | 130 kg      | 1. csoport · Kraszimir Kocsev (BUL) · 2-0 · Dolgorsürengiin Sumyaabazar (MGL) · 1-1                       | 1.         | Aljakszej Mjadzvedzev (BLR) · 4-0 | Artur Taymazov (UZB) · 0-4           | Abbas Jadidi (IRI) · 1-0                            |                             |          |

## Cselgáncs
Férfi
| Versenyző          | Versenyszám  | Selejtező                                  | 32-es főtábla                                 | Nyolcaddöntő                          | Negyeddöntő                               | Elődöntő                          | Vigaszág első kör               | Vigaszág negyeddöntő              | Vigaszág elődöntő | Bronz- mérkőzés                   | Döntő             | Helyezés    |
| Versenyző          | Versenyszám  | Ellenfél Eredmény                          | Ellenfél Eredmény                             | Ellenfél Eredmény                     | Ellenfél Eredmény                         | Ellenfél Eredmény                 | Ellenfél Eredmény               | Ellenfél Eredmény                 | Ellenfél Eredmény | Ellenfél Eredmény                 | Ellenfél Eredmény | Helyezés    |
| ------------------ | ------------ | ------------------------------------------ | --------------------------------------------- | ------------------------------------- | ----------------------------------------- | --------------------------------- | ------------------------------- | --------------------------------- | ----------------- | --------------------------------- | ----------------- | ----------- |
| Manolo Poulot      | Légsúly      | erőnyerő                                   | Jevgenyij Sztanyev (RUS) · 1001-0000          | Ajdin Szmagulov (KGZ) · 1000-0010     | Gheorghe Kurgheleasvili (MDA) · 1000-0000 | Nomura Tadahiro (JPN) · 0002-0010 |                                 |                                   |                   | Bazarbek Donbaj (KAZ) · 0210-0000 |                   |             |
| Yordanis Arencibia | Harmatsúly   | erőnyerő                                   | Georgios Vazagkasvili (GEO) · 0001-1000       | kiesett                               | kiesett                                   | kiesett                           |                                 |                                   |                   |                                   |                   | helyezetlen |
| Héctor Lombart     | Könnyűsúly   | Haitham El-Husseini Awad (EGY) · 1010-0000 | Hennagyij Bilogyid (UKR) · 0020-1010          | kiesett                               | kiesett                                   | kiesett                           |                                 |                                   |                   |                                   |                   | helyezetlen |
| Gabriel Arteaga    | Váltósúly    | Robert Krawczyk (POL) · 1000-0000          | Marcel Aragão (BRA) · 0010-0000               | Djamel Bouras (FRA) · 0001-1001       |                                           |                                   | Maarten Arens (NED) · 0000-0001 | kiesett                           | kiesett           | kiesett                           |                   | 13.         |
| Yosvany Despaigne  | Középsúly    |                                            | Mark Huizing (NED) · 0100-1011                |                                       |                                           |                                   | Brian Olson (USA) · 0000-1001   | kiesett                           | kiesett           | kiesett                           |                   | 13.         |
| Yosvani Kessel     | Félnehézsúly | Inoue Kószei (JPN) · 0000-1000             |                                               |                                       |                                           |                                   | Daniel Gowing (NZL) · 1000-0000 | Arik Zeevi (ISR) · 0010-0120      | kiesett           | kiesett                           |                   | 9.          |
| Angel Sánchez      | Nehézsúly    | erőnyerő                                   | Nacanieli Takayawa-Qerawaqa (FIJ) · 1000-0000 | Valentin Ruszljakov (UKR) · 0001-0001 | Sinohara Sinicsi (JPN) · 0001-0010        |                                   |                                 | Ruszlan Sarapav (BLR) · 0100-1000 | kiesett           | kiesett                           |                   | 9.          |

Női
| Versenyző        | Versenyszám  | Selejtező                         | Nyolcaddöntő                      | Negyeddöntő                        | Elődöntő                          | Vigaszág első kör | Vigaszág negyeddöntő         | Vigaszág elődöntő                      | Bronz- mérkőzés                 | Döntő                              | Helyezés    |
| Versenyző        | Versenyszám  | Ellenfél Eredmény                 | Ellenfél Eredmény                 | Ellenfél Eredmény                  | Ellenfél Eredmény                 | Ellenfél Eredmény | Ellenfél Eredmény            | Ellenfél Eredmény                      | Ellenfél Eredmény               | Ellenfél Eredmény                  | Helyezés    |
| ---------------- | ------------ | --------------------------------- | --------------------------------- | ---------------------------------- | --------------------------------- | ----------------- | ---------------------------- | -------------------------------------- | ------------------------------- | ---------------------------------- | ----------- |
| Amarilys Savón   | Légsúly      | erőnyerő                          | Laura Moise (ROU) · 0010-0001     | Ljubov Bruletova (RUS) · 0001-0010 |                                   |                   | Vicki Dunn (GBR) · 0221-0000 | Ann Simons (BEL) · 0010-0101           | kiesett                         |                                    | 7.          |
| Legna Verdecia   | Harmatsúly   | erőnyerő                          | Miren León (ESP) · 1011-0001      | Carolina Mariani (ARG) · 0000-0000 | Kje Szunhi (PRK) · 0100-0100      |                   |                              |                                        |                                 | Narazaki Noriko (JPN) · 1001-0100  |             |
| Driulys González | Könnyűsúly   | erőnyerő                          | Barbara Harel (FRA) · 1000-0000   | Marisabel Lomba (BEL) · 0011-0001  | Shen Jun (CHN) · 0011-0010        |                   |                              |                                        |                                 | Isabel Fernández (ESP) · 0010-0100 |             |
| Kenia Rodríguez  | Váltósúly    | Bilkisu Yusuf (NGR) · 0200-0000   | Karen Roberts (GBR) · 0000-0001   | kiesett                            | kiesett                           |                   |                              |                                        |                                 |                                    | helyezetlen |
| Sibelis Veranes  | Középsúly    | erőnyerő                          | Yvonne Wansart (GER) · 1000-0000  | Sandra Bacher (USA) · 0011-0000    | Cso Minszon (KOR) · 0011-0010     |                   |                              |                                        |                                 | Kate Howey (GBR) · 0101-0010       |             |
| Diadenys Luna    | Félnehézsúly | Kimberly Ribble (CAN) · 1010-0000 | Amy Tong (USA) · 0001-0000        | Simona Richter (ROU) · 0010-0010   |                                   |                   |                              | Emanuela Pierantozzi (ITA) · 0000-1000 | Céline Lebrun (FRA) · 0000-0000 |                                    | 5.          |
| Daima Beltrán    | Nehézsúly    | Kim Szonjong (KOR) · 0201-0000    | Caroline Curren (AUS) · 1000-0000 | Brigitte Olivier (BEL) · 1000-0000 | Jamasita Majumi (JPN) · 0201-0000 |                   |                              |                                        |                                 | Yuan Hua (CHN) · 0001-0001         |             |

## Evezés
Férfi
| Versenyző                                                    | Versenyszám              | Előfutam | Előfutam | Vigaszág | Vigaszág | Elődöntő | Elődöntő | Elődöntő | Döntő   | Döntő   | Döntő   | Helyezés |
| Versenyző                                                    | Versenyszám              | Idő      | Hely.    | Idő      | Hely.    | Típus    | Idő      | Hely.    | Típus   | Idő     | Hely.   | Helyezés |
| ------------------------------------------------------------ | ------------------------ | -------- | -------- | -------- | -------- | -------- | -------- | -------- | ------- | ------- | ------- | -------- |
| Yoennis Hernández Yosbel Martínez                            | Kétpárevezős             | 6:40,27  | 4.       | 6:35,76  | 3.       | A/B      | 6:40,71  | 6.       | B       | 7:28,23 | 6.      | 12.      |
| Leonides Samé Eusebio Acea Yoennis Hernández Yosbel Martínez | Négypárevezős            | 6:00,67  | 4.       | 6:04,45  | 1.       | A/B      | 6:01,39  | 6.       | B       | 6:00,63 | 6.      | 12.      |
| Raúl León Osmani Martín                                      | Könnyűsúlyú kétpárevezős | 6:42,24  | 3.       | 6:44,03  | 3.       | kiesett  | kiesett  | kiesett  | kiesett | kiesett | kiesett | 18.      |

Női
| Versenyző                  | Versenyszám              | Előfutam | Előfutam | Vigaszág | Vigaszág | Elődöntő | Elődöntő | Elődöntő | Döntő | Döntő   | Döntő | Helyezés |
| Versenyző                  | Versenyszám              | Idő      | Hely.    | Idő      | Hely.    | Típus    | Idő      | Hely.    | Típus | Idő     | Hely. | Helyezés |
| -------------------------- | ------------------------ | -------- | -------- | -------- | -------- | -------- | -------- | -------- | ----- | ------- | ----- | -------- |
| Mayra González             | Egypárevezős             | 7:48,28  | 3.       | 7:46,25  | 1.       | A/B      | 7:38,97  | 4.       | B     | 7:32,29 | 1.    | 7.       |
| Marlenis Mesa Dailin Taset | Könnyűsúlyú kétpárevezős | 7:38,26  | 6.       | 7:29,10  | 4.       |          |          |          | C     | 7:19,63 | 3.    | 15.      |

## Íjászat
Férfi
| Versenyző           | Versenyszám | Selejtező | Selejtező | 64-es főtábla                          | 32-es főtábla                      | Nyolcaddöntő                           | Negyeddöntő       | Elődöntő          | Döntő             | Helyezés |
| Versenyző           | Versenyszám | Pont      | Kiemelt   | Ellenfél Eredmény                      | Ellenfél Eredmény                  | Ellenfél Eredmény                      | Ellenfél Eredmény | Ellenfél Eredmény | Ellenfél Eredmény | Helyezés |
| ------------------- | ----------- | --------- | --------- | -------------------------------------- | ---------------------------------- | -------------------------------------- | ----------------- | ----------------- | ----------------- | -------- |
| Ismely Arias        | Egyéni      | 616       | 41.       | Ihor Parhomenko (UKR) (24.) · 164-160  | Simon Needham (GBR) (9.) · 164-164 | Simon Fairweather (AUS) (8.) · 163-167 | kiesett           | kiesett           | kiesett           | 14.      |
| Juan Carlos Stevens | Egyéni      | 595       | 57.       | Simon Fairweather (AUS) (8.) · 161-170 | kiesett                            | kiesett                                | kiesett           | kiesett           | kiesett           | 35.      |

Férfi
| Versenyző        | Versenyszám | Selejtező | Selejtező | 64-es főtábla                       | 32-es főtábla                        | Nyolcaddöntő      | Negyeddöntő       | Elődöntő          | Döntő             | Helyezés |
| Versenyző        | Versenyszám | Pont      | Kiemelt   | Ellenfél Eredmény                   | Ellenfél Eredmény                    | Ellenfél Eredmény | Ellenfél Eredmény | Ellenfél Eredmény | Ellenfél Eredmény | Helyezés |
| ---------------- | ----------- | --------- | --------- | ----------------------------------- | ------------------------------------ | ----------------- | ----------------- | ----------------- | ----------------- | -------- |
| Yaremis Pérez    | Egyéni      | 612       | 54.       | Yu Hui (CHN) (11.) · 159-155        | Karen Scavotto (USA) (22.) · 155-158 | kiesett           | kiesett           | kiesett           | kiesett           | 27.      |
| Edisbel Martínez | Egyéni      | 611       | 56.       | Petra Ericsson (SWE) (9.) · 146-152 | kiesett                              | kiesett           | kiesett           | kiesett           | kiesett           | 51.      |

## Kajak-kenu

### Síkvízi
Férfi
| Versenyző                      | Versenyszám        | Előfutam | Előfutam | Előfutam | Elődöntő | Elődöntő | Elődöntő | Döntő    | Döntő    |
| Versenyző                      | Versenyszám        | Idő      | Hely.    | Össz.    | Idő      | Hely.    | Össz.    | Idő      | Helyezés |
| ------------------------------ | ------------------ | -------- | -------- | -------- | -------- | -------- | -------- | -------- | -------- |
| Ledis Balceiro                 | Kenu egyes 500 m   | 1:51,918 | 3.       | 5.       |          |          |          | 2:32,229 | 6.       |
| Ledis Balceiro                 | Kenu egyes 1000 m  | 3:55,120 | 1.       | 2.       |          |          |          | 3:56,071 |          |
| Leobaldo Pereira Ibrahim Rojas | Kenu kettes 500 m  | 1:42,180 | 2.       | 3.       |          |          |          | 2:17,126 | 9.       |
| Leobaldo Pereira Ibrahim Rojas | Kenu kettes 1000 m | 3:38,978 | 3.       | 5.       |          |          |          | 3:38,753 |          |

## Kerékpározás

### Országúti kerékpározás
Férfi
| Versenyző         | Versenyszám   | Idő              | Helyezés |
| ----------------- | ------------- | ---------------- | -------- |
| Pedro Pablo Pérez | Mezőnyverseny | 5:52:48 (+23:40) | 92.      |

Női
| Versenyző       | Versenyszám   | Idő              | Helyezés      |
| --------------- | ------------- | ---------------- | ------------- |
| Dania Pérez     | Mezőnyverseny | 3:28:28 (+21:57) | 46.           |
| Yoanka González | Mezőnyverseny | nem ért célba    | nem ért célba |

### Pálya-kerékpározás
Sprintversenyek
| Julio César Herrera | Férfi egyéni | 10,893 | 17. | Laurent Gané (FRA) · 11,054 | Craig MacLean (GBR) · Óta Sinicsi (JPN) · 10,951 | 3. | kiesett | kiesett | kiesett | kiesett | kiesett | kiesett | kiesett | kiesett | kiesett | kiesett | kiesett | kiesett | kiesett | kiesett |

Időfutam
| Név                 | Versenyszám  | Idő      | Helyezés |
| ------------------- | ------------ | -------- | -------- |
| Julio César Herrera | Férfi egyéni | 1:05,537 | 10.      |

## Kézilabda

### Férfi
| Kubai férfi kézilabdacsapat-játékoskeret                                                                        | Kubai férfi kézilabdacsapat-játékoskeret                                                                     |
| --- | --- |
| - Amauris Cardenas - Damian Cuesta - Diego Wong - Félix Romero - Freddy Suárez - José Hernández - Juan González | - Luis Silveira - Miguel Montes - Misael Iglesias - Odael Marcos - Raúl Hardy - Rolando Uríos - Yunier Noris |

#### Eredmények
Csoportkör
A csoport
| Csapat            | M | Gy | D | V | G+  | G–  | Gk  | P |
| ----------------- | - | -- | - | - | --- | --- | --- | - |
| Oroszország (RUS) | 5 | 4  | 0 | 1 | 129 | 121 | +8  | 8 |
| Németország (GER) | 5 | 3  | 1 | 1 | 128 | 113 | +15 | 7 |
| Jugoszlávia (SCG) | 5 | 3  | 0 | 2 | 130 | 127 | +3  | 6 |
| Egyiptom (EGY)    | 5 | 3  | 0 | 2 | 122 | 115 | +7  | 6 |
| Dél-Korea (KOR)   | 5 | 1  | 1 | 3 | 128 | 131 | –3  | 3 |
| Kuba (CUB)        | 5 | 0  | 0 | 5 | 128 | 158 | –30 | 0 |

| 2000. szeptember 16. 9:30 | Németország (GER) | 30–22   | Kuba (CUB)      | Játékvezetők: Ramon Gallego Santos, Victor Pedro Lamas Perez (ESP) |
| 2000. szeptember 16. 9:30 | Kretzschmar 7     | (15–11) | Uríos, Suárez 6 | Játékvezetők: Ramon Gallego Santos, Victor Pedro Lamas Perez (ESP) |
| 2000. szeptember 16. 9:30 | 5× 3×             |         | 5× 3×           | Játékvezetők: Ramon Gallego Santos, Victor Pedro Lamas Perez (ESP) |

| 2000. szeptember 18. 19:30 | Kuba (CUB) | 26–31   | Oroszország (RUS) | Játékvezetők: Marjan Nachevski, Dragan Nachevski (MKD) |
| 2000. szeptember 18. 19:30 | Uríos 6    | (14–15) | Koksarov 7        | Játékvezetők: Marjan Nachevski, Dragan Nachevski (MKD) |
| 2000. szeptember 18. 19:30 | 7× 3× 1×   |         | 6× 4× 1×          | Játékvezetők: Marjan Nachevski, Dragan Nachevski (MKD) |

| 2000. szeptember 20. 14:30 | Egyiptom (EGY) | 29–26   | Kuba (CUB) | Játékvezetők: Klucsó Jenő, Lekrinszki Tivadar (HUN) |
| 2000. szeptember 20. 14:30 | Zaky 8         | (12–11) | Uríos 8    | Játékvezetők: Klucsó Jenő, Lekrinszki Tivadar (HUN) |
| 2000. szeptember 20. 14:30 | 3× 3×          |         | 4× 2×      | Játékvezetők: Klucsó Jenő, Lekrinszki Tivadar (HUN) |

| 2000. szeptember 22. 11:30 | Jugoszlávia (SCG) | 33–26   | Kuba (CUB) | Játékvezetők: Jan Boye, Bjarne-Munk Jensen (DEN) |
| 2000. szeptember 22. 11:30 | három játékos 6   | (16–10) | Uríos 7    | Játékvezetők: Jan Boye, Bjarne-Munk Jensen (DEN) |
| 2000. szeptember 22. 11:30 | 9× 3× 1×          |         | 6× 3× 1×   | Játékvezetők: Jan Boye, Bjarne-Munk Jensen (DEN) |

| 2000. szeptember 24. 11:30 | Kuba (CUB) | 28–35   | Dél-Korea (KOR) | Játékvezetők: Leon Kalin, Enes Koric (SLO) |
| 2000. szeptember 24. 11:30 | Uríos 9    | (13–15) | Jun Gjongszin 8 | Játékvezetők: Leon Kalin, Enes Koric (SLO) |
| 2000. szeptember 24. 11:30 | 3× 3×      |         | 3× 3×           | Játékvezetők: Leon Kalin, Enes Koric (SLO) |

A 11. helyért
| 2000. szeptember 26. 9:30 | Kuba (CUB) | 26–24   | Ausztrália (AUS) | Játékvezetők: Hyung-Kyun Chung, Kyu Ha Lim (KOR) |
| 2000. szeptember 26. 9:30 | Hardy 7    | (14–15) | Sestic 7         | Játékvezetők: Hyung-Kyun Chung, Kyu Ha Lim (KOR) |
| 2000. szeptember 26. 9:30 | 2× 3×      |         | 4× 3× 1×         | Játékvezetők: Hyung-Kyun Chung, Kyu Ha Lim (KOR) |

| Csapat     | Helyezés |
| ---------- | -------- |
| Kuba (CUB) | 11.      |

## Kosárlabda

### Női
| Kubai női kosárlabdacsapat-játékoskeret                                                               | Kubai női kosárlabdacsapat-játékoskeret                                                                 |
| --- | --- |
| - Liset Castillo - Milayda Enríquez - Cariola Hechavarría - Dalia Henry - Grisel Herrera - María León | - Yamilé Martínez - Yaquelín Plutín - Tania Seino - Yuliseny Soria - Taimara Suero - Lisdeivis Víctores |

#### Eredmények
Csoportkör
B csoport
| Csapat                 | M | Gy | V | P+  | P–  | Pk   | P  |
| ---------------------- | - | -- | - | --- | --- | ---- | -- |
| Egyesült Államok (USA) | 5 | 5  | 0 | 436 | 312 | +124 | 10 |
| Oroszország (RUS)      | 5 | 3  | 2 | 398 | 325 | +73  | 8  |
| Dél-Korea (KOR)        | 5 | 3  | 2 | 382 | 357 | +25  | 8  |
| Lengyelország (POL)    | 5 | 3  | 2 | 327 | 339 | –12  | 8  |
| Kuba (CUB)             | 5 | 1  | 4 | 318 | 358 | –40  | 6  |
| Új-Zéland (NZL)        | 4 | 0  | 4 | 265 | 435 | –170 | 4  |

| 2000. szeptember 16. 19:30 | Kuba (CUB)          | 62–72     | Oroszország (RUS)    | Nézőszám: 5330 |
| 2000. szeptember 16. 19:30 | (33–38) Jegyzőkönyv |           |                      | Nézőszám: 5330 |
| 2000. szeptember 16. 19:30 | Martínez 16         | Pont      | Zaszulszkaja 18      | Nézőszám: 5330 |
| 2000. szeptember 16. 19:30 | Martínez 6          | Lepattanó | három játékos 5      | Nézőszám: 5330 |
| 2000. szeptember 16. 19:30 | Castillo 5          | Gólpassz  | Sakirova, Arhipova 3 | Nézőszám: 5330 |

| 2000. szeptember 18. 16:30 | Egyesült Államok (USA) | 90–61     | Kuba (CUB)       | Nézőszám: 7298 |
| 2000. szeptember 18. 16:30 | (48–42) Jegyzőkönyv    |           |                  | Nézőszám: 7298 |
| 2000. szeptember 18. 16:30 | Smith 15               | Pont      | Martínez 19      | Nézőszám: 7298 |
| 2000. szeptember 18. 16:30 | Griffith, Williams 7   | Lepattanó | León, Martínez 4 | Nézőszám: 7298 |
| 2000. szeptember 18. 16:30 | Staley 8               | Gólpassz  | Castillo 5       | Nézőszám: 7298 |

| 2000. szeptember 20. 9:30 | Kuba (CUB)          | 74–55     | Új-Zéland (NZL) | Nézőszám: 5452 |
| 2000. szeptember 20. 9:30 | (45–29) Jegyzőkönyv |           |                 | Nézőszám: 5452 |
| 2000. szeptember 20. 9:30 | Martínez, Seino 12  | Pont      | G. Farmer 15    | Nézőszám: 5452 |
| 2000. szeptember 20. 9:30 | Víctores, Seino 5   | Lepattanó | Cotton 6        | Nézőszám: 5452 |
| 2000. szeptember 20. 9:30 | Martínez, Seino 3   | Gólpassz  | Tupu 3          | Nézőszám: 5452 |

| 2000. szeptember 22. 21:30 | Lengyelország (POL) | 72–65     | Kuba (CUB)        | Nézőszám: 8426 |
| 2000. szeptember 22. 21:30 | (33–35) Jegyzőkönyv |           |                   | Nézőszám: 8426 |
| 2000. szeptember 22. 21:30 | M. Dydek 32         | Pont      | Plutín 17         | Nézőszám: 8426 |
| 2000. szeptember 22. 21:30 | M. Dydek 13         | Lepattanó | Víctores, Suero 8 | Nézőszám: 8426 |
| 2000. szeptember 22. 21:30 | Cupryś, M. Dydek 5  | Gólpassz  | Castillo 4        | Nézőszám: 8426 |

| 2000. szeptember 24. 14:30 | Kuba (CUB)          | 56–69     | Dél-Korea (KOR)  | Nézőszám: 8486 |
| 2000. szeptember 24. 14:30 | (28–34) Jegyzőkönyv |           |                  | Nézőszám: 8486 |
| 2000. szeptember 24. 14:30 | Castillo 17         | Pont      | Pak Csongun 17   | Nézőszám: 8486 |
| 2000. szeptember 24. 14:30 | Martínez 8          | Lepattanó | Csong Szonmin 12 | Nézőszám: 8486 |
| 2000. szeptember 24. 14:30 | négy játékos 2      | Gólpassz  | Cson Dzsuvon 11  | Nézőszám: 8486 |

A 9. helyért
| 2000. szeptember 26. 11:30 | Kanada (CAN)           | 58–67     | Kuba (CUB)       | Nézőszám: 8320 |
| 2000. szeptember 26. 11:30 | (34–35) Jegyzőkönyv    |           |                  | Nézőszám: 8320 |
| 2000. szeptember 26. 11:30 | Sutton-Brown 14        | Pont      | három játékos 13 | Nézőszám: 8320 |
| 2000. szeptember 26. 11:30 | Norman, Sutton-Brown 9 | Lepattanó | Martínez 10      | Nézőszám: 8320 |
| 2000. szeptember 26. 11:30 | Norman 4               | Gólpassz  | Castillo 2       | Nézőszám: 8320 |

| Csapat     | Helyezés |
| ---------- | -------- |
| Kuba (CUB) | 9.       |

## Műugrás
Férfi
| Versenyző           | Versenyszám        | Selejtező | Selejtező | Elődöntő | Elődöntő | Döntő   | Döntő    |
| Versenyző           | Versenyszám        | Pont      | Helyezés  | Pont     | Helyezés | Pont    | Helyezés |
| ------------------- | ------------------ | --------- | --------- | -------- | -------- | ------- | -------- |
| Yoendris Salazar    | Egyéni műugrás     | 377,58    | 15.       | 575,10   | 18.      | kiesett | kiesett  |
| Erick Fornaris      | Egyéni műugrás     | 313,86    | 37.       | kiesett  | kiesett  | kiesett | kiesett  |
| José Antonio Guerra | Egyéni toronyugrás | 403,14    | 13.       | 584,79   | 14.      | kiesett | kiesett  |
| Jesús Aballí        | Egyéni toronyugrás | 368,34    | 22.       | kiesett  | kiesett  | kiesett | kiesett  |

Női
| Versenyző     | Versenyszám        | Selejtező | Selejtező | Elődöntő | Elődöntő | Döntő   | Döntő    |
| Versenyző     | Versenyszám        | Pont      | Helyezés  | Pont     | Helyezés | Pont    | Helyezés |
| ------------- | ------------------ | --------- | --------- | -------- | -------- | ------- | -------- |
| Iohana Cruz   | Egyéni műugrás     | 239,97    | 24.       | kiesett  | kiesett  | kiesett | kiesett  |
| Yolanda Ortíz | Egyéni toronyugrás | 231,63    | 31.       | kiesett  | kiesett  | kiesett | kiesett  |

## Ökölvívás
| Versenyző             | Versenyszám     | Selejtező                       | Nyolcaddöntő                             | Negyeddöntő                         | Elődöntő                            | Döntő                                 | Helyezés |
| Versenyző             | Versenyszám     | Ellenfél Eredmény               | Ellenfél Eredmény                        | Ellenfél Eredmény                   | Ellenfél Eredmény                   | Ellenfél Eredmény                     | Helyezés |
| --------------------- | --------------- | ------------------------------- | ---------------------------------------- | ----------------------------------- | ----------------------------------- | ------------------------------------- | -------- |
| Maikro Romero         | Papírsúly       | José Luís Varela (VEN) · 15-1   | Marian Velicu (ROU) · 16-1               | Valerij Szidorenko (UKR) · 12-5     | Brahim Asloum (FRA) · 12-13         | kiesett                               |          |
| Manuel Mantilla       | Légsúly         | Kim Thekju (KOR) · 20-8         | Bogdan Dobrescu (ROU) · 27-12            | Vicsan Ponlit (THA) · 8-19          | kiesett                             | kiesett                               | 5.       |
| Guillermo Rigondeaux  | Harmatsúly      | Moez Zemzemi (TUN) · KO         | Cudzsimoto Kazumasza (JPN) · 15-0        | Ağası Məmmədov (TUR) · 14-5         | Clarence Vinson (USA) · 18-6        | Raimkul Malahbekov (RUS) · 18-12      |          |
| Yosvany Aguilera      | Pehelysúly      | Cukamoto Hidehiko (JPN) · 17-2  | Juri Mladenov (BUL) · 15-8               | Kamil Dzsamalutgyinov (RUS) · 12-17 | kiesett                             | kiesett                               | 8.       |
| Mario Kindelán        | Könnyűsúly      | erőnyerő                        | Phongsit Veangviact (THA) · 14-8         | Tingrán Uzlián (GRE) · 24-9         | Alekszandr Maletyin (RUS) · 27-15   | Andrij Kotelnik (UKR) · 14-4          |          |
| Diógenes Luna         | Kisváltósúly    | erőnyerő                        | Willy Blain (FRA) · 25-14                | Saleh Khoulef (EGY) · RSC           | Ricardo Williams (USA) · 41-42      | kiesett                               |          |
| Roberto Guerra        | Váltósúly       | Ellis Chibuye (ZAM) · 18-4      | Dorel Simion (ROU) · 7-11                | kiesett                             | kiesett                             | kiesett                               | 9.       |
| Juan Hernández Sierra | Nagyváltósúly   | Stéphane N'Zue Mba (GAB) · 17-2 | Mohamed Salah Marmouri (TUN) · 19-3      | Jermahan Ibraimov (KAZ) · 9-16      | kiesett                             | kiesett                               | 5.       |
| Jorge Gutiérrez       | Középsúly       | Somchai Cimlum (THA) · 20-11    | Andóniosz Janúlasz (GRE) · 20-7          | Adrian Diaconu (ROU) · KO           | Vüqar Mursal Ələkbərov (AZE) · 19-9 | Gajdarbek Gajdarbekov (RUS) · 17-15   |          |
| Isael Álvarez         | Félnehézsúly    | Giacobbe Fragomeni (ITA) · RSC  | Olzsasz Orazalijev (KAZ) · RSC (sérülés) | kiesett                             | kiesett                             | kiesett                               | 9.       |
| Félix Savón           | Nehézsúly       |                                 | Rasmus Ojemay (NGR) · RSC                | Michael Bennett (USA) · 23-8        | Sebastian Köber (GER) · 14-8        | Szultan-Ahmed Ibragimov (RUS) · 21-13 |          |
| Alexis Rubalcaba      | Szupernehézsúly |                                 | Cengiz Koç (GER) · KO                    | Muhtarhan Dildabekov (KAZ) · 12-25  | kiesett                             | kiesett                               | 5.       |

RSC – a játékvezető megállította a mérkőzést

## Röplabda

### Férfi
| Kubai férfi röplabdacsapat-játékoskeret                                                           | Kubai férfi röplabdacsapat-játékoskeret                                                         |
| ------------------------------------------------------------------------------------------------- | ----------------------------------------------------------------------------------------------- |
| - Alain Roca - Alexeis Argilagos - Angel Denis - Ihosvany Hernández - Iván Ruíz - Leonel Marshall | - Nicolas Vives - Osvaldo Hernández - Pavel Pimienta - Ramón Gato - Raúl Diago - Yosenki García |

#### Eredmények
Csoportkör
|                     |      | Mérkőzések | Mérkőzések | Szettek | Szettek | Szettek | Pontok | Pontok | Pontok |
| Csapat              | Pont | Gy         | V          | Sz+     | Sz–     | SzA     | P+     | P–     | PA     |
| ------------------- | ---- | ---------- | ---------- | ------- | ------- | ------- | ------ | ------ | ------ |
| Brazília (BRA)      | 10   | 5          | 0          | 15      | 1       | 15,000  | 415    | 331    | 1,254  |
| Hollandia (NED)     | 9    | 4          | 1          | 12      | 5       | 2,400   | 417    | 360    | 1,158  |
| Kuba (CUB)          | 8    | 3          | 2          | 9       | 7       | 1,286   | 383    | 335    | 1,143  |
| Ausztrália (AUS)    | 7    | 2          | 3          | 6       | 10      | 0,600   | 327    | 374    | 0,874  |
| Spanyolország (ESP) | 6    | 1          | 4          | 7       | 12      | 0,583   | 404    | 444    | 0,910  |
| Egyiptom (EGY)      | 5    | 0          | 5          | 1       | 15      | 0,067   | 309    | 411    | 0,752  |

| 2000. szeptember 17. 14:30 | Kuba (CUB)            | 0–3 | Hollandia (NED) | Nézőszám: 8100 Játékvezető: Kim Kun-Tae (KOR), Doug Wayne Wilson (USA) |
| 2000. szeptember 17. 14:30 | (22–25, 20–25, 23–25) |     |                 | Nézőszám: 8100 Játékvezető: Kim Kun-Tae (KOR), Doug Wayne Wilson (USA) |

| 2000. szeptember 19. 12:25 | Spanyolország (ESP)          | 1–3 | Kuba (CUB) | Nézőszám: 4495 Játékvezető: Wang Ning (CHN), Doug Wayne Wilson (USA) |
| 2000. szeptember 19. 12:25 | (21–25, 12–25, 25–21, 20–25) |     |            | Nézőszám: 4495 Játékvezető: Wang Ning (CHN), Doug Wayne Wilson (USA) |

| 2000. szeptember 21. 10:00 | Kuba (CUB)            | 3–0 | Egyiptom (EGY) | Nézőszám: 4217 Játékvezető: Ivan Golianski (RUS), Abdulkhaleq Isa Al Sabah (BRN) |
| 2000. szeptember 21. 10:00 | (25–11, 25–18, 25–15) |     |                | Nézőszám: 4217 Játékvezető: Ivan Golianski (RUS), Abdulkhaleq Isa Al Sabah (BRN) |

| 2000. szeptember 23. 12:30 | Kuba (CUB)            | 3–0 | Ausztrália (AUS) | Nézőszám: 8128 Játékvezető: Paolo Porcari (ITA), Ivan Golianski (RUS) |
| 2000. szeptember 23. 12:30 | (25–17, 25–20, 25–18) |     |                  | Nézőszám: 8128 Játékvezető: Paolo Porcari (ITA), Ivan Golianski (RUS) |

| 2000. szeptember 25. 12:30 | Brazília (BRA)        | 3–0 | Kuba (CUB) | Nézőszám: 8125 Játékvezető: Jarmo Tapio Salonen (FIN), Hóbor Béla (HUN) |
| 2000. szeptember 25. 12:30 | (28–26, 30–28, 25–18) |     |            | Nézőszám: 8125 Játékvezető: Jarmo Tapio Salonen (FIN), Hóbor Béla (HUN) |

Negyeddöntő
| 2000. szeptember 27. 12:30 | Kuba (CUB)                          | 2–3 | Oroszország (RUS) | Nézőszám: 7514 Játékvezető: Takashi Shimoyama (JPN), Dean Turner (AUS) |
| 2000. szeptember 27. 12:30 | (25–21, 23–25, 19–25, 25–19, 13–15) |     |                   | Nézőszám: 7514 Játékvezető: Takashi Shimoyama (JPN), Dean Turner (AUS) |

Az 5–8. helyért
| 2000. szeptember 28. 10:00 | Brazília (BRA)                      | 3–2 | Kuba (CUB) | Nézőszám: 4716 Játékvezető: Kim Kun-Tae (KOR), Wang Ning (CHN) |
| 2000. szeptember 28. 10:00 | (23–25, 17–25, 25–21, 26–24, 15–11) |     |            | Nézőszám: 4716 Játékvezető: Kim Kun-Tae (KOR), Wang Ning (CHN) |

A 7. helyért
| 2000. szeptember 23. 12:30 | Kuba (CUB)            | 3–0 | Ausztrália (AUS) | Nézőszám: 8128 Játékvezető: Paolo Porcari (ITA), Ivan Golianski (RUS) |
| 2000. szeptember 23. 12:30 | (25–17, 25–20, 25–18) |     |                  | Nézőszám: 8128 Játékvezető: Paolo Porcari (ITA), Ivan Golianski (RUS) |

| Csapat     | Helyezés |
| ---------- | -------- |
| Kuba (CUB) | 7.       |

### Női
| Kubai női röplabdacsapat-játékoskeret                                                          | Kubai női röplabdacsapat-játékoskeret                                                        |
| ---------------------------------------------------------------------------------------------- | -------------------------------------------------------------------------------------------- |
| - Taismary Agüero - Zoila Barros - Regla Bell - Marlenis Costa - Ana Fernández - Mirka Francia | - Idalmis Gato - Lilia Izquierdo - Mireya Luis - Yumilka Ruíz - Marta Sánchez - Regla Torres |

#### Eredmények
Csoportkör
B csoport
|                   |      | Mérkőzések | Mérkőzések | Szettek | Szettek | Szettek | Pontok | Pontok | Pontok |
| Csapat            | Pont | Gy         | V          | Sz+     | Sz–     | SzA     | P+     | P–     | PA     |
| ----------------- | ---- | ---------- | ---------- | ------- | ------- | ------- | ------ | ------ | ------ |
| Oroszország (RUS) | 10   | 5          | 0          | 15      | 5       | 3,000   | 465    | 392    | 1,186  |
| Kuba (CUB)        | 9    | 4          | 1          | 14      | 4       | 3,500   | 419    | 332    | 1,262  |
| Dél-Korea (KOR)   | 8    | 3          | 2          | 9       | 9       | 1,000   | 393    | 413    | 0,952  |
| Németország (GER) | 7    | 2          | 3          | 8       | 10      | 0,800   | 380    | 395    | 0,962  |
| Olaszország (ITA) | 6    | 1          | 4          | 7       | 12      | 0,583   | 427    | 446    | 0,957  |
| Peru (PER)        | 5    | 0          | 5          | 2       | 15      | 0,133   | 316    | 422    | 0,749  |

| 2000. szeptember 16. 10:00 | Németország (GER)     | 0–3 | Kuba (CUB) | Nézőszám: 4437 Játékvezető: Dean Turner (AUS), Wang Ning (CHN) |
| 2000. szeptember 16. 10:00 | (18–25, 18–25, 18–25) |     |            | Nézőszám: 4437 Játékvezető: Dean Turner (AUS), Wang Ning (CHN) |

| 2000. szeptember 18. 20:30 | Kuba (CUB)                          | 2–3 | Oroszország (RUS) | Nézőszám: 6694 Játékvezető: Juan Angel Pereyra (ARG), Wang Ning (CHN) |
| 2000. szeptember 18. 20:30 | (25–20, 21–25, 25–21, 12–25, 13–15) |     |                   | Nézőszám: 6694 Játékvezető: Juan Angel Pereyra (ARG), Wang Ning (CHN) |

| 2000. szeptember 20. 12:30 | Dél-Korea (KOR)       | 0–3 | Kuba (CUB) | Nézőszám: 6457 Játékvezető: Themistoklis Kalpaktsoglou (GRE), Mahmoud Hosni Abdel Megid (EGY) |
| 2000. szeptember 20. 12:30 | (17–25, 13–25, 15–25) |     |            | Nézőszám: 6457 Játékvezető: Themistoklis Kalpaktsoglou (GRE), Mahmoud Hosni Abdel Megid (EGY) |

| 2000. szeptember 22. 12:00 | Kuba (CUB)            | 3–0 | Olaszország (ITA) | Nézőszám: 4058 Játékvezető: Juan Angel Pereyra (ARG), Josebel Palmeirim (BRA) |
| 2000. szeptember 22. 12:00 | (25–18, 25–21, 25–20) |     |                   | Nézőszám: 4058 Játékvezető: Juan Angel Pereyra (ARG), Josebel Palmeirim (BRA) |

| 2000. szeptember 24. 14:40 | Peru (PER)                   | 1–3 | Kuba (CUB) | Nézőszám: 8087 Játékvezető: Dean Turner (AUS), Wang Ning (CHN) |
| 2000. szeptember 24. 14:40 | (25–23, 12–25, 16–25, 16–25) |     |            | Nézőszám: 8087 Játékvezető: Dean Turner (AUS), Wang Ning (CHN) |

Negyeddöntők
| 2000. szeptember 26. 12:30 | Horvátország (CRO)    | 0–3 | Kuba (CUB) | Nézőszám: 6308 Játékvezető: Kim Kun-Tae (KOR), Takashi Shimoyama (JPN) |
| 2000. szeptember 26. 12:30 | (18–25, 23–25, 21–25) |     |            | Nézőszám: 6308 Játékvezető: Kim Kun-Tae (KOR), Takashi Shimoyama (JPN) |

Elődöntő
| 2000. szeptember 28. 18:30 | Brazília (BRA)                     | 2–3 | Kuba (CUB) | Nézőszám: 9026 Játékvezető: Paolo Porcari (ITA), Dean Turner (AUS) |
| 2000. szeptember 28. 18:30 | (29–27, 19–25, 25–21, 19–25, 9–15) |     |            | Nézőszám: 9026 Játékvezető: Paolo Porcari (ITA), Dean Turner (AUS) |

Döntő
| 2000. szeptember 30. 14:30 | Kuba (CUB)                         | 3–2 | Oroszország (RUS) | Nézőszám: 9444 Játékvezető: Josebel Palmeirim (BRA), Songsak Chareonpong (THA) |
| 2000. szeptember 30. 14:30 | (25–27, 32–34, 25–19, 25–18, 15–7) |     |                   | Nézőszám: 9444 Játékvezető: Josebel Palmeirim (BRA), Songsak Chareonpong (THA) |

| Csapat     | Helyezés |
| ---------- | -------- |
| Kuba (CUB) |          |

### Strandröplabda

#### Női
| Versenyző                       | 1. forduló                                            | Reményág                                      | Reményág                                                        | Nyolcaddöntő                                                        | Negyeddöntő       | Elődöntő          | Döntő             | Helyezés |
| Versenyző                       | 1. forduló                                            | 1. forduló                                    | 2. forduló                                                      | Nyolcaddöntő                                                        | Negyeddöntő       | Elődöntő          | Döntő             | Helyezés |
| Versenyző                       | Ellenfél Eredmény                                     | Ellenfél Eredmény                             | Ellenfél Eredmény                                               | Ellenfél Eredmény                                                   | Ellenfél Eredmény | Ellenfél Eredmény | Ellenfél Eredmény | Helyezés |
| ------------------------------- | ----------------------------------------------------- | --------------------------------------------- | --------------------------------------------------------------- | ------------------------------------------------------------------- | ----------------- | ----------------- | ----------------- | -------- |
| Dalixia Fernández Tamara Larrea | Brazília (BRA) · Sandra Pires · Adriana Samuel · 4-15 | Kína (CHN) · Jia Tian · Jingkun Zhang · 15-12 | Bulgária (BUL) · Petya Jancsulova · Cvetelina Jancsulova · 15-3 | Egyesült Államok (USA) · Annett Davis · Jenny Johnson Jordan · 9-15 | kiesett           | kiesett           | kiesett           | 9.       |

## Softball
| Kubai női softballcsapat-játékoskeret                                                                                              | Kubai női softballcsapat-játékoskeret                                                                            |
| --- | --- |
| - Diamela Puente - Estela Milanés - Haydé Hernández - Laritza Espinosa - Luisa Medina - María Arceo - María Santana - María Zamora | - Niolis Ramos - Olga Ruyol - Vilma Álvarez - Yamila Degrase - Yamila Flor - Yarisleidis Peña - Yuneisy Castillo |

### Eredmények
Csoportkör
| Csapat           | M | Gy | V | P+ | P– | Pk  |
| ---------------- | - | -- | - | -- | -- | --- |
| Japán            | 7 | 7  | 0 | 18 | 7  | +11 |
| Ausztrália       | 7 | 6  | 1 | 22 | 5  | +17 |
| Kína             | 7 | 5  | 2 | 26 | 4  | +22 |
| Egyesült Államok | 7 | 4  | 3 | 19 | 6  | +13 |
| Olaszország      | 7 | 2  | 5 | 3  | 27 | –24 |
| Új-Zéland        | 7 | 2  | 5 | 12 | 22 | –10 |
| Kuba             | 7 | 1  | 6 | 6  | 30 | –24 |
| Kanada           | 7 | 1  | 6 | 13 | 18 | –5  |

| 2000. szeptember 17. 17:30 |  | Kuba | 1–4 | Japán |  |  |
| 2000. szeptember 17. 17:30 |  |      |     |       |  |  |

| 2000. szeptember 18. 13:00 |  | Kuba | 0–3 | Egyesült Államok |  |  |
| 2000. szeptember 18. 13:00 |  |      |     |                  |  |  |

| 2000. szeptember 19. 13:00 |  | Olaszország | 1–0 | Kuba |  |  |
| 2000. szeptember 19. 13:00 |  |             |     |      |  |  |

| 2000. szeptember 20. 10:30 |  | Új-Zéland | 6–2 | Kuba |  |  |
| 2000. szeptember 20. 10:30 |  |           |     |      |  |  |

| 2000. szeptember 21. 17:30 |  | Kuba | 0–7 | Kína |  |  |
| 2000. szeptember 21. 17:30 |  |      |     |      |  |  |

| 2000. szeptember 22. 10:30 |  | Egyesült Államok | 2–0 | Új-Zéland |  |  |
| 2000. szeptember 22. 10:30 |  |                  |     |           |  |  |

| 2000. szeptember 22. 13:00 |  | Kanada | 1–2 | Kuba |  |  |
| 2000. szeptember 22. 13:00 |  |        |     |      |  |  |

| 2000. szeptember 23. 10:30 |  | Ausztrália | 8–1 | Kuba |  |  |
| 2000. szeptember 23. 10:30 |  |            |     |      |  |  |

| Csapat | Helyezés |
| ------ | -------- |
| Kuba   | 7.       |

## Sportlövészet
Férfi
| Versenyző             | Versenyszám          | Selejtező | Selejtező | Döntő   | Döntő    |
| Versenyző             | Versenyszám          | Pont      | Helyezés  | Pont    | Helyezés |
| --------------------- | -------------------- | --------- | --------- | ------- | -------- |
| Norbelis Bárzaga      | Légpisztoly          | 566       | 33.       | kiesett | kiesett  |
| Norbelis Bárzaga      | Szabadpisztoly       | 547       | 30.       | kiesett | kiesett  |
| Leuris Pupo           | Gyorstüzelő pisztoly | 584       | 7.***     | kiesett | kiesett  |
| Juan Miguel Rodríguez | Skeet                | 116       | 39.***    | kiesett | kiesett  |
| Guillermo Torres      | Skeet                | 115       | 43.*      | kiesett | kiesett  |

Női
| Versenyző           | Versenyszám           | Selejtező | Selejtező | Döntő   | Döntő    |
| Versenyző           | Versenyszám           | Pont      | Helyezés  | Pont    | Helyezés |
| ------------------- | --------------------- | --------- | --------- | ------- | -------- |
| Margarita Tarradell | Légpisztoly           | 381       | 11.****   | kiesett | kiesett  |
| Margarita Tarradell | Sportpisztoly         | 575       | 20.***    | kiesett | kiesett  |
| Eunice Caballero    | Légpuska              | 388       | 36.****   | kiesett | kiesett  |
| Eunice Caballero    | Sportpuska, összetett | 567       | 30.**     | kiesett | kiesett  |

* – egy másik versenyzővel azonos eredményt ért el

** – két másik versenyzővel azonos eredményt ért el

*** – három másik versenyzővel azonos eredményt ért el

**** – négy másik versenyzővel azonos eredményt ért el

## Súlyemelés
Férfi
| Versenyző        | Versenyszám | Szakítás | Szakítás | Lökés    | Lökés    | Összesen | Helyezés |
| Versenyző        | Versenyszám | Eredmény | Helyezés | Eredmény | Helyezés | Összesen | Helyezés |
| ---------------- | ----------- | -------- | -------- | -------- | -------- | -------- | -------- |
| Sergio Álvarez   | 56 kg       | 120,0    | 7.*      | 155,0    | 5.       | 275,0    | 5.       |
| Idalberto Aranda | 77 kg       | 150,0    | 12.      | 200,0    | 3.       | 350,0    | 9.       |
| Ernesto Quiroga  | 85 kg       | 165,0    | 9.*      | 210,0    | 4.*      | 375,0    | 8.       |
| Joël MacKenzie   | 85 kg       | 165,0    | 9.*      | 200,0    | 11.*     | 365,0    | 11.      |
| Michel Batista   | 94 kg       | 175,0    | 10.*     | 210,0    | 9.       | 385,0    | 9.       |

* – egy másik versenyzővel azonos eredményt ért el

## Szinkronúszás
| Versenyző                     | Versenyszám | Selejtező           | Selejtező           | Selejtező        | Selejtező        | Selejtező  | Selejtező  | Döntő               | Döntő               | Döntő            | Döntő            | Döntő      | Döntő      |
| Versenyző                     | Versenyszám | Technikai gyakorlat | Technikai gyakorlat | Szabad gyakorlat | Szabad gyakorlat | Összesítés | Összesítés | Technikai gyakorlat | Technikai gyakorlat | Szabad gyakorlat | Szabad gyakorlat | Összesítés | Összesítés |
| Versenyző                     | Versenyszám | Pont                | Hely.               | Pont             | Hely.            | Pont       | Hely.      | Pont                | Hely.               | Pont             | Hely.            | Pont       | Helyezés   |
| ----------------------------- | ----------- | ------------------- | ------------------- | ---------------- | ---------------- | ---------- | ---------- | ------------------- | ------------------- | ---------------- | ---------------- | ---------- | ---------- |
| Kenia Pérez Yamisleidys Romay | Páros       | 85,467              | 18.                 | 85,533           | 18.              | 85,509     | 18.        | kiesett             | kiesett             | kiesett          | kiesett          | kiesett    | kiesett    |

## Taekwondo
Férfi
| Versenyző    | Versenyszám | Selejtező               | Negyeddöntő                | Elődöntő                 | Vigaszág negyeddöntő | Vigaszág elődöntő | Bronz- mérkőzés   | Döntő                          | Helyezés |
| Versenyző    | Versenyszám | Ellenfél Eredmény       | Ellenfél Eredmény          | Ellenfél Eredmény        | Ellenfél Eredmény    | Ellenfél Eredmény | Ellenfél Eredmény | Ellenfél Eredmény              | Helyezés |
| ------------ | ----------- | ----------------------- | -------------------------- | ------------------------ | -------------------- | ----------------- | ----------------- | ------------------------------ | -------- |
| Ángel Matos  | Váltósúly   | Félipe Soto (CHI) · 9-2 | Víctor Estrada (MEX) · 2-0 | Roman Livaja (SWE) · 4-0 |                      |                   |                   | Faissal Ebnoutalib (GER) · 3-0 |          |
| Nelson Saenz | Nehézsúly   | erőnyerő                | Pascal Genti (FRA) · 1-4   | kiesett                  |                      |                   |                   |                                | 9.       |

Női
| Versenyző      | Versenyszám | Selejtező                | Negyeddöntő                        | Elődöntő                 | Vigaszág negyeddöntő | Vigaszág elődöntő | Bronz- mérkőzés   | Döntő                    | Helyezés |
| Versenyző      | Versenyszám | Ellenfél Eredmény        | Ellenfél Eredmény                  | Ellenfél Eredmény        | Ellenfél Eredmény    | Ellenfél Eredmény | Ellenfél Eredmény | Ellenfél Eredmény        | Helyezés |
| -------------- | ----------- | ------------------------ | ---------------------------------- | ------------------------ | -------------------- | ----------------- | ----------------- | ------------------------ | -------- |
| Urbia Meléndez | Légsúly     | Águeda Pérez (MEX) · 4-1 | Likeleli Alinah Thamae (LES) · 3-0 | Döndü Güvenc (TUR) · 3-1 |                      |                   |                   | Lauren Burns (AUS) · 2-4 |          |
| Sonallis Mayan | Nehézsúly   | Ireane Ruíz (ESP) · 0-3  | kiesett                            | kiesett                  |                      |                   |                   |                          | 10.      |

## Torna
Férfi
| Versenyző      | Versenyszám      | Selejtező | Selejtező | Döntő    | Döntő    |
| Versenyző      | Versenyszám      | Pontszám  | Helyezés  | Pontszám | Helyezés |
| -------------- | ---------------- | --------- | --------- | -------- | -------- |
| Eric López     | Talaj            | 8,975     | 53.       | kiesett  | kiesett  |
| Eric López     | Ugrás            | 9,537     | 30.*      | kiesett  | kiesett  |
| Eric López     | Korlát           | 9,062     | 61.       | kiesett  | kiesett  |
| Eric López     | Nyújtó           | 9,412     | 52.*      | kiesett  | kiesett  |
| Eric López     | Gyűrű            | 9,637     | 9.*       | kiesett  | kiesett  |
| Eric López     | Lólengés         | 9,500     | 42.*****  | kiesett  | kiesett  |
| Eric López     | Egyéni összetett | 56,123    | 28.       | 56,811   | 17.      |
| Lázaro Lamelas | Talaj            | 9,137     | 45.**     | kiesett  | kiesett  |
| Lázaro Lamelas | Ugrás            | 9,312     | 46.**     | kiesett  | kiesett  |
| Lázaro Lamelas | Korlát           | 8,887     | 67.       | kiesett  | kiesett  |
| Lázaro Lamelas | Nyújtó           | 9,562     | 41.*      | kiesett  | kiesett  |
| Lázaro Lamelas | Gyűrű            | 9,387     | 48.       | kiesett  | kiesett  |
| Lázaro Lamelas | Lólengés         | 9,437     | 51.       | kiesett  | kiesett  |
| Lázaro Lamelas | Egyéni összetett | 55,722    | 35.       | 55,586   | 30.      |

* – egy másik versenyzővel azonos eredményt ért el

** – két másik versenyzővel azonos eredményt ért el

***** – öt másik versenyzővel azonos eredményt ért el

## Úszás
Férfi
| Versenyző                                                     | Versenyszám            | Előfutam | Előfutam | Előfutam | Elődöntő | Elődöntő | Elődöntő | Döntő   | Döntő    |
| Versenyző                                                     | Versenyszám            | Idő      | Hely.    | Össz.    | Idő      | Hely.    | Össz.    | Idő     | Helyezés |
| ------------------------------------------------------------- | ---------------------- | -------- | -------- | -------- | -------- | -------- | -------- | ------- | -------- |
| Marcos Hernández                                              | 50 m gyors             | 23,20    | 6.       | 33.      | kiesett  | kiesett  | kiesett  | kiesett | kiesett  |
| Marcos Hernández                                              | 100 m gyors            | 50,95    | 6.       | 30.      | kiesett  | kiesett  | kiesett  | kiesett | kiesett  |
| Rodolfo Falcón                                                | 100 m hát              | 55,61    | 3.       | 11.      | 55,59    | 6.       | 9.       | kiesett | kiesett  |
| Neisser Bent                                                  | 200 m hát              | 2:02,05  | 1.       | 24.      | kiesett  | kiesett  | kiesett  | kiesett | kiesett  |
| Yohan García                                                  | 100 m pillangó         | 55,74    | 6.       | 43.      | kiesett  | kiesett  | kiesett  | kiesett | kiesett  |
| Gunter Rodríguez                                              | 200 m pillangó         | 2:01,06  | 5.       | 27.      | kiesett  | kiesett  | kiesett  | kiesett | kiesett  |
| Rodolfo Falcón Yohan García Marcos Hernández Gunter Rodríguez | 4 × 100 m vegyes váltó | 3:46,88  | 8.       | 20.      |          |          |          | kiesett | kiesett  |

Női
| Versenyző          | Versenyszám | Előfutam | Előfutam | Előfutam | Elődöntő | Elődöntő | Elődöntő | Döntő   | Döntő    |
| Versenyző          | Versenyszám | Idő      | Hely.    | Össz.    | Idő      | Hely.    | Össz.    | Idő     | Helyezés |
| ------------------ | ----------- | -------- | -------- | -------- | -------- | -------- | -------- | ------- | -------- |
| Ana María González | 100 m hát   | 1:04,95  | 7.       | 30.      | kiesett  | kiesett  | kiesett  | kiesett | kiesett  |
| Ana María González | 200 m hát   | 2:19,35  | 4.       | 26.      | kiesett  | kiesett  | kiesett  | kiesett | kiesett  |
| Imaday Núñez       | 100 m mell  | 1:13,91  | 7.       | 31.      | kiesett  | kiesett  | kiesett  | kiesett | kiesett  |
| Imaday Núñez       | 200 m mell  | 2:41,97  | 8.       | 34.      | kiesett  | kiesett  | kiesett  | kiesett | kiesett  |

## Vitorlázás
Női
| Versenyző      | Versenyszám | Futam | Futam | Futam | Futam | Futam | Futam | Futam | Futam | Futam | Futam | Futam | Pontszám | Helyezés |
| Versenyző      | Versenyszám | 1     | 2     | 3     | 4     | 5     | 6     | 7     | 8     | 9     | 10    | 11    | Pontszám | Helyezés |
| -------------- | ----------- | ----- | ----- | ----- | ----- | ----- | ----- | ----- | ----- | ----- | ----- | ----- | -------- | -------- |
| Anayansi Pérez | Europe      | 26    | (28)  | 19    | 23    | 27    | 24    | 27    | 27    | (28)  | 27    | 26    | 226,0    | 27.      |

Nyílt
| Versenyző  | Versenyszám | Futam | Futam | Futam | Futam | Futam | Futam | Futam | Futam | Futam | Futam | Futam | Pontszám | Helyezés |
| Versenyző  | Versenyszám | 1     | 2     | 3     | 4     | 5     | 6     | 7     | 8     | 9     | 10    | 11    | Pontszám | Helyezés |
| ---------- | ----------- | ----- | ----- | ----- | ----- | ----- | ----- | ----- | ----- | ----- | ----- | ----- | -------- | -------- |
| José Urbay | Laser       | 32    | 14    | (37)  | 27    | 37    | 31    | 35    | 22    | (44*) | 35    | 26    | 259,0    | 35.      |

* – kizárták (korai rajt)

## Vívás
Férfi
| Versenyző                                       | Versenyszám       | Selejtező                          | 32-es főtábla                      | Nyolcaddöntő                    | Negyeddöntő                                                                                            | Elődöntő | Bronz- mérkőzés | Döntő             | Helyezés |
| Versenyző                                       | Versenyszám       | Ellenfél Eredmény                  | Ellenfél Eredmény                  | Ellenfél Eredmény               | Ellenfél Eredmény                                                                                      | Ellenfél Eredmény                                                                                                 | Ellenfél Eredmény                                                                                                  | Ellenfél Eredmény | Helyezés |
| ----------------------------------------------- | ----------------- | ---------------------------------- | ---------------------------------- | ------------------------------- | --- | --- | --- | ----------------- | -------- |
| Elvis Gregory                                   | Tőr, egyéni       | erőnyerő                           | Abd el-Muhszen Ali (KUW) · 15-5    | Dmitrij Sevcsenko (RUS) · 14-15 | kiesett                                                                                                | kiesett | kiesett | kiesett           | 9.       |
| Rolando Tucker                                  | Tőr, egyéni       | erőnyerő                           | Joachim Wendt (AUT) · 15-5         | Jean-Noël Ferrari (FRA) · 13-15 | kiesett                                                                                                | kiesett | kiesett | kiesett           | 14.      |
| Oscar García Pérez                              | Tőr, egyéni       | erőnyerő                           | Sławomir Mocek (POL) · 9-15        | kiesett                         | kiesett                                                                                                | kiesett | kiesett | kiesett           | 17.      |
| Iván Trevejo                                    | Párbajtőr, egyéni | erőnyerő                           | Alekszandr Poddubnij (KGZ) · 15-10 | Alfredo Rota (ITA) · 15-12      | Pavel Kolobkov (RUS) · 14-15                                                                           | kiesett | kiesett | kiesett           | 6.       |
| Carlos Pedroso                                  | Párbajtőr, egyéni | Gerry Adams (AUS) · 13-15          | kiesett                            | kiesett                         | kiesett                                                                                                | kiesett | kiesett | kiesett           | 34.      |
| Nelson Loyola                                   | Párbajtőr, egyéni | Olekszandr Horbacsuk (UKR) · 14-15 | kiesett                            | kiesett                         | kiesett                                                                                                | kiesett | kiesett | kiesett           | 35.      |
| Cándido Maya                                    | Kard, egyéni      | Florin Lupeică (ROU) · 10-15       | kiesett                            | kiesett                         | kiesett                                                                                                | kiesett | kiesett | kiesett           | 38.      |
| Elvis Gregory Oscar García Pérez Rolando Tucker | Tőr, csapat       |                                    |                                    |                                 | Franciaország (FRA) · Jean-Noël Ferrari · Lionel Plumenail · Brice Guyart · Patrice Lhôtellier · 43-45 | Az 5–8. helyért · Németország (GER) · Wolfgang Wienand · Ralf Bißdorf · Richard Breutner · David Hausmann · 44-45 | A 7. helyért · Oroszország (RUS) · Dmitrij Sevcsenko · İlqar Məmmədov · Andrej Gyejev · Alekszandr Lakatos · 45-39 |                   | 7.       |
| Carlos Pedroso Iván Trevejo Nelson Loyola       | Párbajtőr, csapat |                                    |                                    | erőnyerő                        | Németország (GER) · Jörg Fiedler · Arnd Schmitt · Marc-Konstantin Steifensand · Daniel Strigel · 45-44 | Franciaország (FRA) · Jean-François Di Martino · Hugues Obry · Éric Srecki · 36-45                                | Dél-Korea (KOR) · I Szanggi · I Szangjop · Jang Nöszong · 45-31                                                    |                   |          |

Női
| Versenyző                                   | Versenyszám       | Selejtező                        | 32-es főtábla                        | Nyolcaddöntő                  | Negyeddöntő                                                                   | Elődöntő | Bronz- mérkőzés                                                                           | Döntő             | Helyezés |
| Versenyző                                   | Versenyszám       | Ellenfél Eredmény                | Ellenfél Eredmény                    | Ellenfél Eredmény             | Ellenfél Eredmény                                                             | Ellenfél Eredmény | Ellenfél Eredmény                                                                         | Ellenfél Eredmény | Helyezés |
| ------------------------------------------- | ----------------- | -------------------------------- | ------------------------------------ | ----------------------------- | ----------------------------------------------------------------------------- | --- | ----------------------------------------------------------------------------------------- | ----------------- | -------- |
| Migsey Dussu                                | Tőr, egyéni       | Ljudmila Vasziljeva (UKR) · 15-6 | Laura Cârlescu-Badea (ROU) · 6-15    | kiesett                       | kiesett                                                                       | kiesett | kiesett                                                                                   | kiesett           | 31.      |
| Zuleydis Ortíz                              | Párbajtőr, egyéni | erőnyerő                         | Tamara Esteri (CUB) · 15-7           | Diana Romagnoli (SUI) · 15-11 | Gianna Hablützel-Bürki (SUI) · 14-15                                          | kiesett | kiesett                                                                                   | kiesett           | 6.       |
| Mirayda García                              | Párbajtőr, egyéni | erőnyerő                         | Gianna Hablützel-Bürki (SUI) · 14-15 | kiesett                       | kiesett                                                                       | kiesett | kiesett                                                                                   | kiesett           | 21.      |
| Tamara Esteri                               | Párbajtőr, egyéni | erőnyerő                         | Zuleydis Ortíz (CUB) · 15-7          | kiesett                       | kiesett                                                                       | kiesett | kiesett                                                                                   | kiesett           | 27.      |
| Tamara Esteri Zuleydis Ortíz Mirayda García | Párbajtőr, csapat |                                  |                                      |                               | Svájc (SUI) · Gianna Hablützel-Bürki · Sophie Lamon · Diana Romagnoli · 38-45 | Az 5–8. helyért · Franciaország (FRA) · Valérie Barlois-Mevel-Leroux · Laura Flessel-Colovic · Sangita Tripathi · Sophie Moressée-Pichot · 39-45 | A 7. helyért · Norvégia (NOR) · Margrete Mørch · Ragnhild Andenæs · Silvia Lesoil · 45-32 |                   | 7.       |